# Hans Wiesmeth

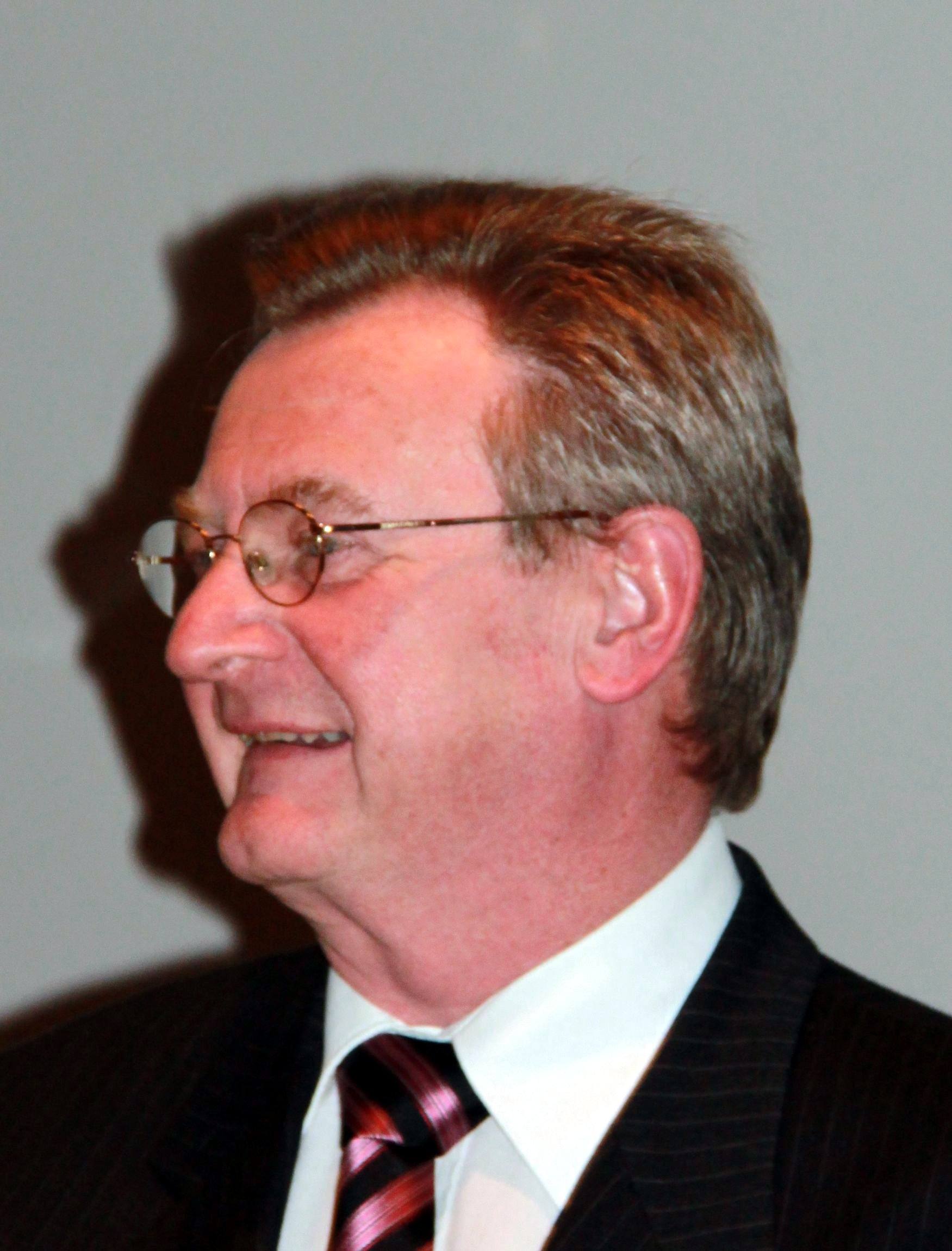
Hans Wiesmeth

Hans Wiesmeth (* 11. Februar 1950 in Vilseck) ist ein deutscher Wirtschaftswissenschaftler. Vom 1. Januar 2016 bis zum 31. Dezember 2023 war er Präsident der Sächsischen Akademie der Wissenschaften.

## Leben und Wirken
Nach einem zwischen 1970 und 1975 absolvierten Studium der Mathematik und Physik an der Universität Erlangen-Nürnberg war Wiesmeth am Sozialökonomischen Institut der Universität Hamburg als Assistent tätig. Dort wurde er 1979 zur Thematik Festpreisgleichgewichte und Non-Tâtonnement-Prozesse promoviert. Bereits ein Jahr später habilitierte er sich ebenfalls an der Hamburger Universität in Volkswirtschaftslehre. 1981 folgte ein Ruf an die Universität Bonn als Professor für Wirtschaftstheorie. 1992 wechselte er an die Technische Universität Dresden, wo er die Professur für Volkswirtschaftslehre, insbes. Allokationstheorie übernahm. Seine Forschungsschwerpunkte sind die allgemeine Gleichgewichtstheorie unter besonderer Berücksichtigung der Umweltökonomie sowie der Theorie öffentlicher Güter. Von 1993 bis 2000 bekleidete er dort das Amt des Prorektors für Wissenschaft. Von 2003 bis 2005 hatte er zusätzlich zu seiner Professur an der TU Dresden, die Leitung des Fachbereichs Wirtschaftswissenschaften der Dresden International University (DIU) inne. Von 2005 bis März 2010 war er Rektor der Handelshochschule Leipzig, wo er zusätzlich die Professur für Angewandte Wirtschaftstheorie übernahm. Anschließend amtierte er von 2010 bis 2014 als Präsident der DIU.
Seit 2004 ist er ordentliches Mitglied der Technikwissenschaftlichen Klasse der Sächsischen Akademie der Wissenschaften. Nachdem er bereits ab 2012 als Vizepräsident amtiert hatte, wurde er am 9. Oktober 2015 zum Nachfolger von Pirmin Stekeler-Weithofer als Präsident der Akademie gewählt. Er trat das Amt am 1. Januar 2016 an. Am 1. Januar 2024 folgte ihm Hans-Joachim Knölker.